# Saratoga (Kalifornien)
Saratoga ist eine Stadt im Santa Clara County im US-Bundesstaat Kalifornien mit 31.051 Einwohnern (Stand: 2020).
Saratoga liegt an der Westseite des Santa Clara Valley, in der San Francisco Bay Area. Das Stadtgebiet umfasst eine Fläche von 31,4 Quadratkilometern.

## Demographie
Nach der 2010 erhobenen Volkszählung lebten 29.926 Personen in der Stadt. Die Einwohnerzahl stieg damit innerhalb von zehn Jahren, nämlich seit der Volkszählung 2000, um nur weniger als 100 an, was vergleichsweise (mit Kalifornien oder den USA insgesamt) nur ein schwacher Zuwachs ist. Mehrheitlich bestand die Bevölkerung aus Weißen mit einem Anteil von 53 Prozent. Überdurchschnittlich hoch repräsentiert sind asiatischstämmige Bürger, die rund 40 Prozent der Bevölkerung bilden. Die im übrigen Kalifornien hohe Anzahl von Latinos wird in Saratoga hingegen nicht erreicht, ihr Anteil an der Stadtbevölkerung beträgt nur 3,5 Prozent. Auch Afroamerikaner und weitere Bevölkerungsgruppen sind eine Minderheit. Die Anzahl der Haushalte betrug nach den Angaben der Volkszählung von 2010 10.734. Auf 100 Frauen kamen 95,7 Männer während das Medianalter der Bevölkerung bei 47,8 Jahren lag.

## Persönlichkeiten
- Glen MacWilliams (1898–1984), Kameramann
- Sam Liccardo (* 1970), Politiker
- Michael Burry (* 1971), Hedgefondsmanager
- Vienna Teng (* 1978), Pianistin, Sängerin und Singer-Songwriterin
- Niko Tsakiris (* 2005), Fußballspieler